# Theobroma sylvestre
Theobroma sylvestre là một loài thực vật có hoa trong họ Cẩm quỳ. Loài này được Aubl. ex Mart. in Buchner miêu tả khoa học đầu tiên năm 1830.